# GEO (revista)
GEO es una revista mensual de divulgación científica y cultural, creada y publicada por el Grupo G+J España. Fue fundada en Alemania 1976, y se publicó en España desde 1987 a 2018. En 2019, tras un año de ausencia, regresó de nuevo a los kioscos como una marca global de la mano de la editorial Motorpress Ibérica. Sus contenidos abarcan distintos ámbitos, desde la sostenibilidad y el medio ambiente, a la historia y el mundo de los viajes y la aventura. 
Su logotipo está caracterizado por un verde intenso sobre el que viene escrito el nombre de la marca, GEO. El lema de la revista, inscrito igualmente en la portada, es “Una nueva visión del mundo”.
La revista se dividía en las siguientes secciones: Editorial, Cartas, Green Living, Entrevista, GEOvisión, Noticias, Dossier central (normalmente compuesto por tres reportajes aunados bajo una misma temática), varios reportajes de entre 8 y 14 páginas, Libros, Exposiciones, Cine, Icono y Próximo número
Además de la edición en castellano, GEO se publica también en Alemania, Austria, Bulgaria, Croacia, Eslovenia, España, Estonia, Finlandia, Francia, Grecia, Hungría, India, Italia, Letonia, Lituania, Rumania, Rusia, República Checa, Suiza y Turquía.
El primer director de la publicación fue Juan Caño, al que sucedió inmediatamente Manuel Velasco. Actualmente, el director de GEO es Julián Dueñas.
El promedio de difusión certificado por la Oficina de Justificación de la Difusión (OJD) en el año 2007 fue de 34.119 revistas vendidas, con un promedio de tirada de 82.149 ejemplares. En el año 2008, con una tirada media certificada por OJD de 72.584 revistas, el promedio de difusión fue de 29.974 ejemplares. En el año del cierre en 2018 su difusión media era de 9.793 ejemplares mensuales.
En octubre de 2018 se anuncia el cierre de la edición en España, según la editora Zinet Media (antigua G+J), por causas económicas. Las dos únicas personas que editaban la revista desde hacía 8 años, el director y la jefa de redacción,  fueron despedidas de la empresa.
En diciembre de 2019, la editorial Motorpress Ibérica adquiere la licencia de la edición de GEO en España para su vuelta a los kioscos de nuevo bajo la dirección de Julián Dueñas. El lanzamiento, previsto para el mes de marzo de 2020, hubo de ser pospuesto al otoño de 2020 como consecuencia de la crisis sanitaria generada por la COVID-19. Mientras tanto, GEO, que ha cambiado su claim original a "Para los que quieren cambiar el mundo", se ha convertido en una fórmula periodística de éxito con el lanzamiento de su página web www.mundo-geo.es, sus redes sociales y su canal de YouTube.  
GEO es hoy por hoy una marca global, una comunidad de lectores y usuarios diseñada para dialogar, debatir y opinar sobre cuestiones relativas al mundo de la naturaleza, los viajes, el conocimiento, la sostenibilidad y el medio ambiente. 